# Premio Nacional de Cultura (España)
Premio Nacional de Cultura de España hace referencia a una categoría de premios concedidos anualmente por el Ministerio de Cultura y/o de Educación, según el gobierno. 
Se agrupan por áreas temáticas: la Promoción del Arte, el Libro, la Lectura y las Letras, las Artes Escénicas y Música, el Patrimonio Histórico, las Industrias Culturales y la Tauromaquia.

## Bellas Artes
- Premio Nacional de Artes Plásticas
- Premio Nacional de Arquitectura
- Premio Nacional de Fotografía
- Premio Nacional de Diseño de Moda

## Cine y Audiovisuales
- Premio Nacional de Cinematografía
- Premios al cine español

## Libro, Lectura y Letras
- Premio Nacional de las Letras Españolas
- Premio Nacional de Literatura
  - Premio Nacional de Ensayo
  - Premio Nacional de Literatura Dramática
  - Premio Nacional de Literatura Infantil y Juvenil
  - Premio Nacional de Narrativa
  - Premio Nacional de Poesía
  - Premio Poesía Joven "Miguel Hernández"

- Premio Nacional de Historia de España
- Premio Nacional a la Mejor Traducción
- Premio Nacional a la Obra de un Traductor. Otorgado por primera vez en 1989, a Juan Ramón Masoliver.[2]
- Premio Nacional del Cómic
- Premio Nacional de Ilustración
- Premio Nacional de Periodismo Cultural
- Premio Nacional de Fomento de la Lectura
- Premio Nacional a la Mejor Labor Editorial Cultural

## Artes Escénicas y Música
- Premio Nacional de Circo. Otorgado por primera vez en 1990 a Cristina del Pino Segura "Pinito del Oro".[3]
- Premio Nacional de Danza
- Premio Nacional de Música. Otorgado por primera vez en 1980 a Victoria de los Ángeles.[4]
- Premio Nacional de las Músicas Actuales. Otorgado por primera vez en 2009 a Joan Manuel Serrat.[5]
- Premio Nacional de Teatro. Otorgado por primera vez en 1978 a Teatre Lliure.[6]
- Premio Nacional de Artes Escénicas para la Infancia y la Juventud

## Patrimonio Histórico
- Premio Nacional de Restauración y Conservación de Bienes Culturales

## Industrias Culturales
- Premio Nacional de Fomento de la Creatividad en el Juguete
- Premio Nacional de Televisión

## Tauromaquia
- Premio Nacional de Tauromaquia